# Salomon Maimon
Pour les articles homonymes, voir Maimon.
Salomon ben Josua Maimon (né en 1753 à Zhukaw Barok près de Mir, à l'époque en Lituanie polonaise, et mort le 22 novembre 1800 à 47 ans à Sigersdorf en Silésie prussienne) est un philosophe juif.
Très critique de Kant, qui reconnaît la valeur de ses critiques, et distant par rapport à la Haskala, quoiqu'il ait longtemps vécu à Berlin et a Moses Mendelssohn pour ami, il a pu être considéré comme « l'un des rares philosophes modernes authentiquement juif ».

## Source
- Gustave Vapereau, Dictionnaire universel des littératures, Paris, Hachette, 1876, p. 1090

## Traductions et bibliographie
- Salomon Maimon, Essai sur la philosophie transcendantale traduction, présentation et notes par Jean-Baptiste Scherrer, avant-propos de Reinhard Lauth, Paris: Vrin, 1989
- Salomon Maimon, Histoire de ma vie traduit, présenté et annoté par Maurice-Ruben Hayoun, Paris: Berg International, 1984
- (en)Solomon Maimon, The Autobiography of Solomon Maimon: The Complete Translation Hardcover – Princeton University Press, Yitzhak Y. Melamed (éd.), Abraham Socher (éd.), Paul Reitter (trad.), Gideon Freudenthal (postface), 2019,  (ISBN 978-0691163857)
- Arvède Barine, Un Juif polonais in Revue des deux Mondes, 15 octobre 1889, pp 771–802, publié chez Hachette (4e édition en 1910), sous le titre : Bourgeois et gens de peu.
- Meir Buzaglo, Solomon Maimon : monism, skepticism, and mathematics, Pittsburgh, University of Pittsburgh Press, 2002.
- Martial Gueroult, La Philosophie transcendantale de Salomon Maimon, Paris, Alcan, 1929.